# St. Verena (Bad Wurzach)

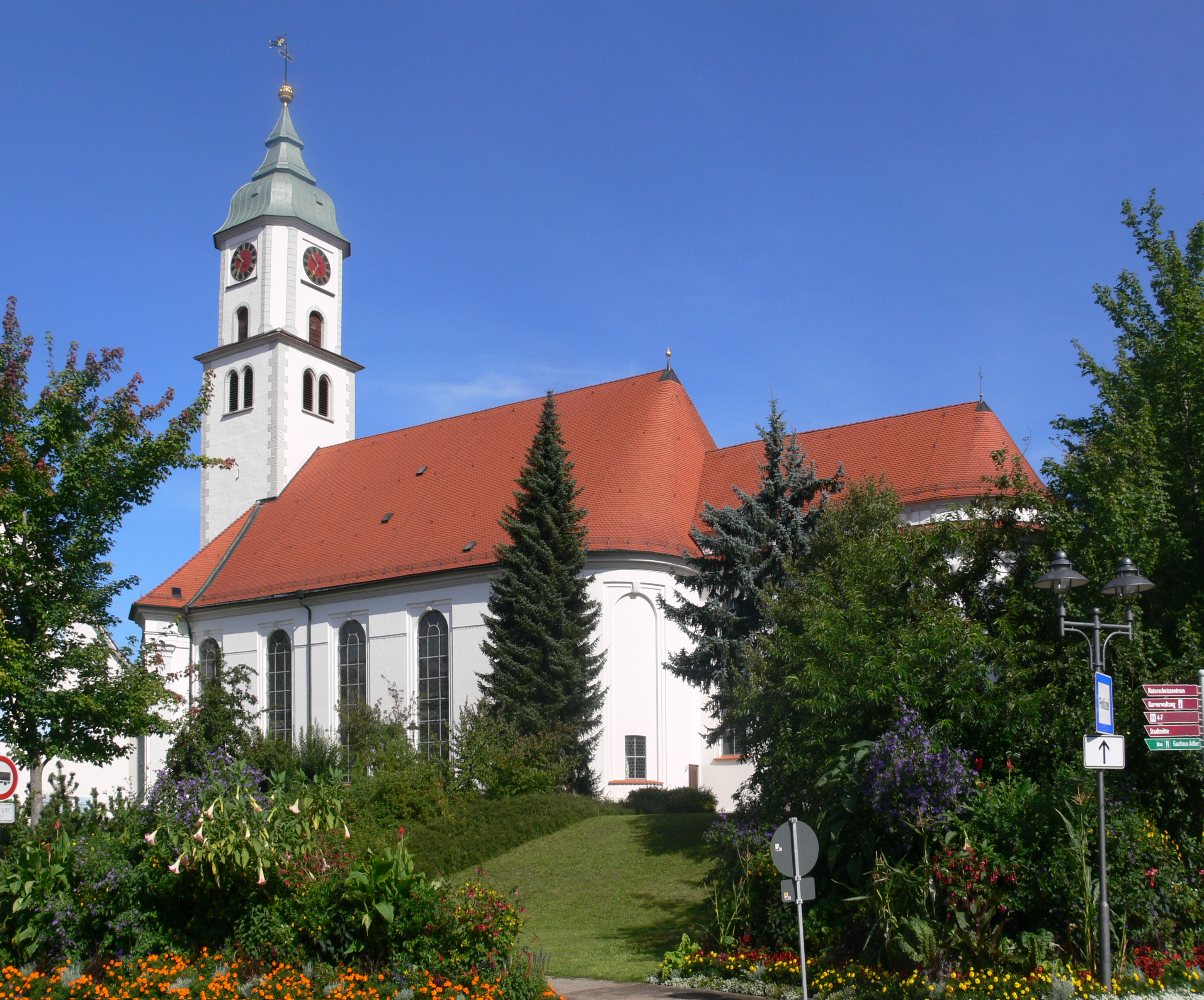
St. Verena in Bad Wurzach

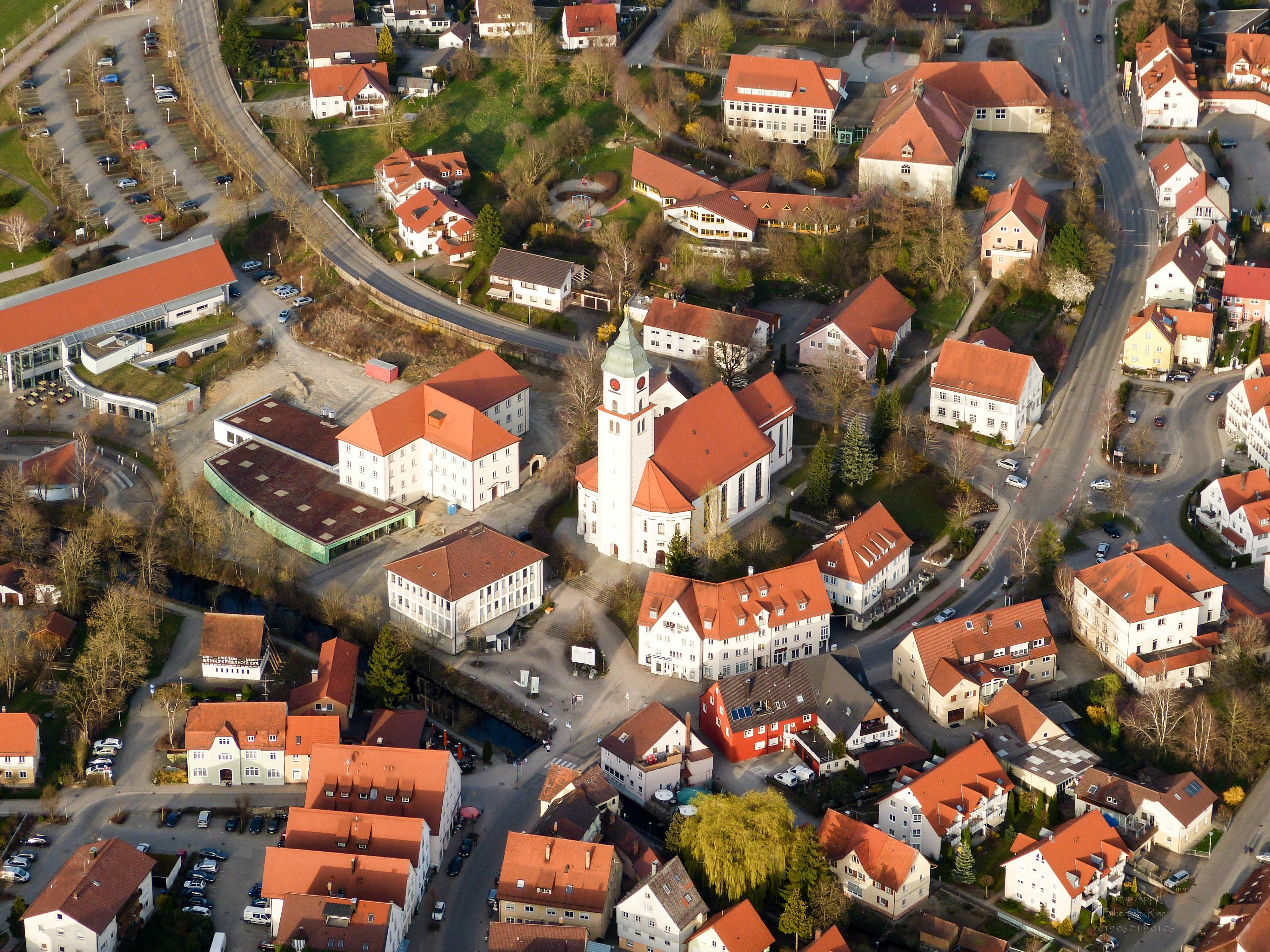
Luftbild der Kirche

Die römisch-katholische Kirche St. Verena ist eine frühklassizistische Emporenhalle in Bad Wurzach im Landkreis Ravensburg in Oberschwaben. Sie gehört zur Kirchengemeinde St. Verena in der Seelsorgeeinheit Bad Wurzach im Dekanat Allgäu-Oberschwaben der Diözese Rottenburg-Stuttgart.

## Geschichte und Architektur

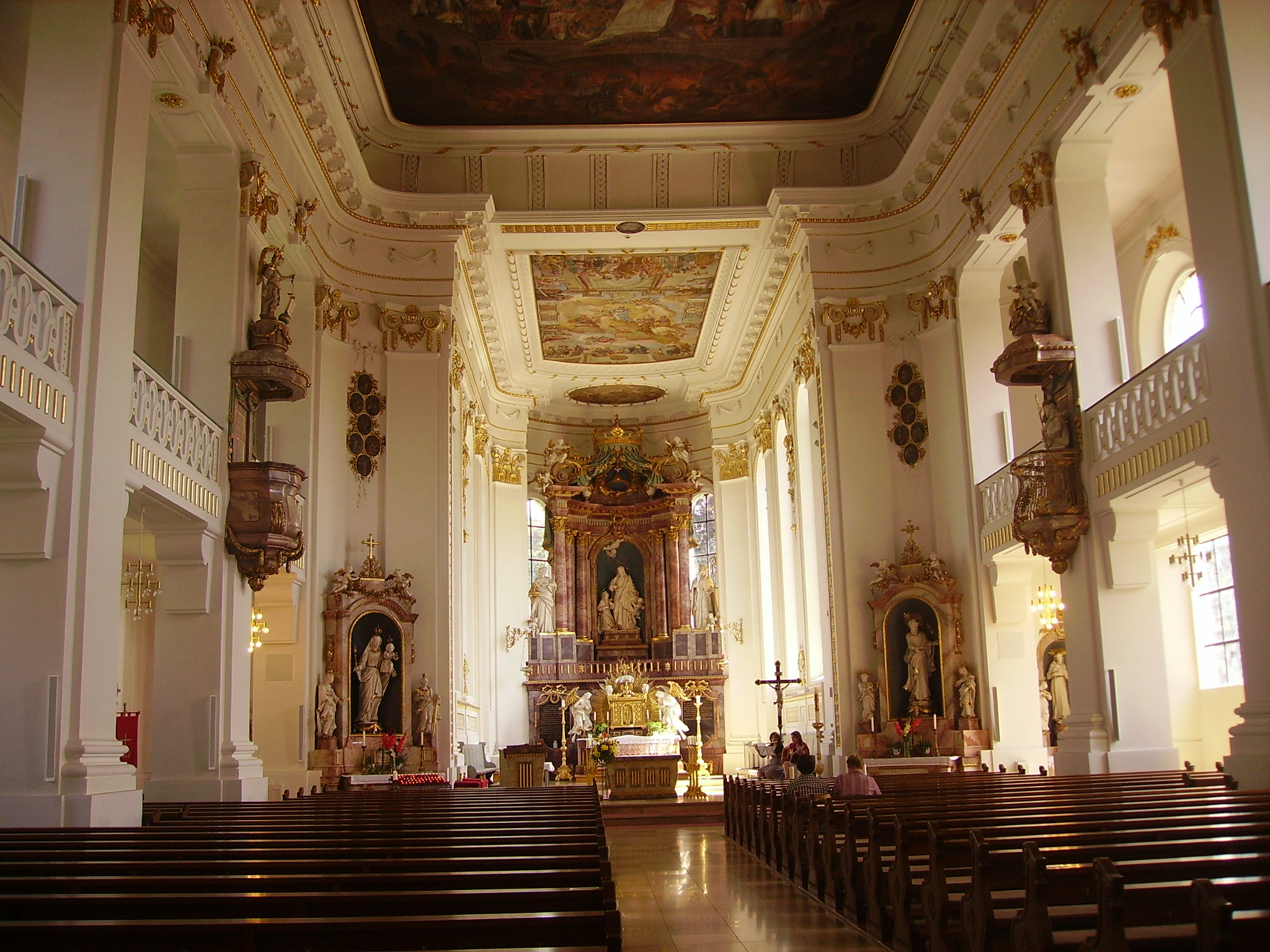
Innenansicht nach Osten

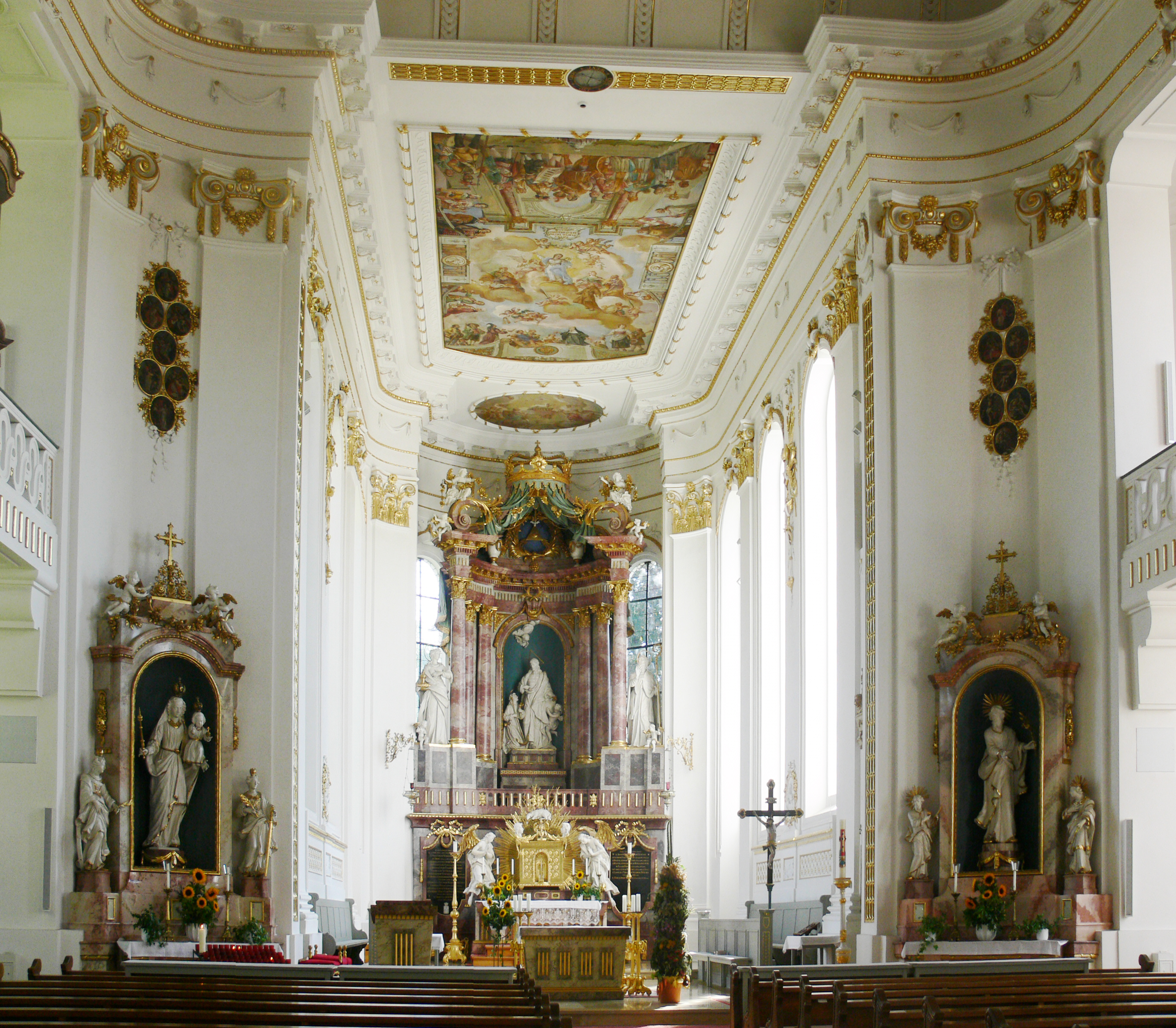
Choransicht

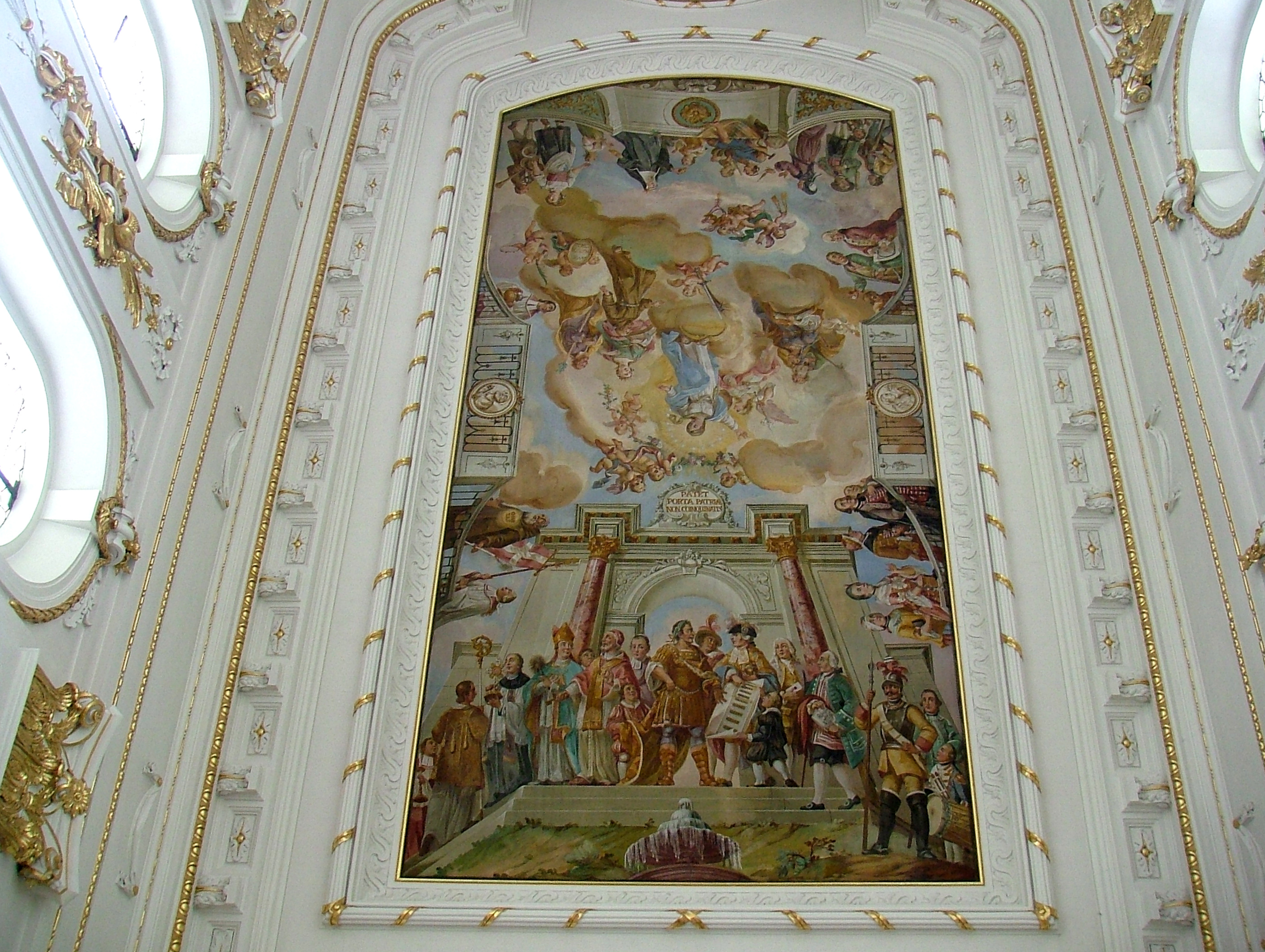
Deckengemälde im Chor

Im Jahr 1275 ist zum ersten Mal eine Pfarrei an diesem Ort nachgewiesen; ab 1422 wird diese auch namentlich genannt. Von einem Vorgängerbauwerk aus spätgotischer Zeit ist der Turmsockel mit dem Datum 1487 erhalten. Das heutige Gebäude wurde vom Wurzacher Baumeister und Bildhauer Johann Jakob Willibald Ruez (1728–1782) zusammen mit Christian Jäger in den Jahren 1775–1777 mit Mitteln aus dem nicht unbeträchtlichen Privatvermögen des Stadtpfarrers und promovierten Theologen Johann Nepomuk von Kolb (1726–1799) nach dem Vorbild der Stiftskirche Bad Buchau erbaut. Äußerlich ist das Vorbild nur an der Nord- und Südwand mit breiten, tief herabgezogenen Rundbogenfenstern und an dem klassizistischen Konsolfries am Bauwerk erkennbar. Die konvex geschwungene Westfassade mit dem im Kern älteren Mittelturm und einer Gliederung mit toskanischen Pilastern auf hohen Sockeln zeigt noch eine betonte Monumentalität im Sinne des Barock.
Die Kirche ist im Innern als dreischiffige Emporenhalle mit einem breiten Mittelschiff und einem eingezogenen Chor gestaltet. Auch im Inneren ist das Vorbild der Stiftskirche Bad Buchau zu erkennen, allerdings ist hier der Typ der Emporenhalle stärker als beim Vorbild an den Gestaltungsprinzipien des Spätbarock orientiert. Das Mittelschiff ist erheblich auf Kosten der Seitenschiffe verbreitert; durch eine Abrundung der Ostenden wird ein direkter Übergang zum Chor vermittelt, was auch durch die konkave Schwingung des um das Mittelschiff und den Chor gezogenen Gebälks betont wird.

## Ausstattung

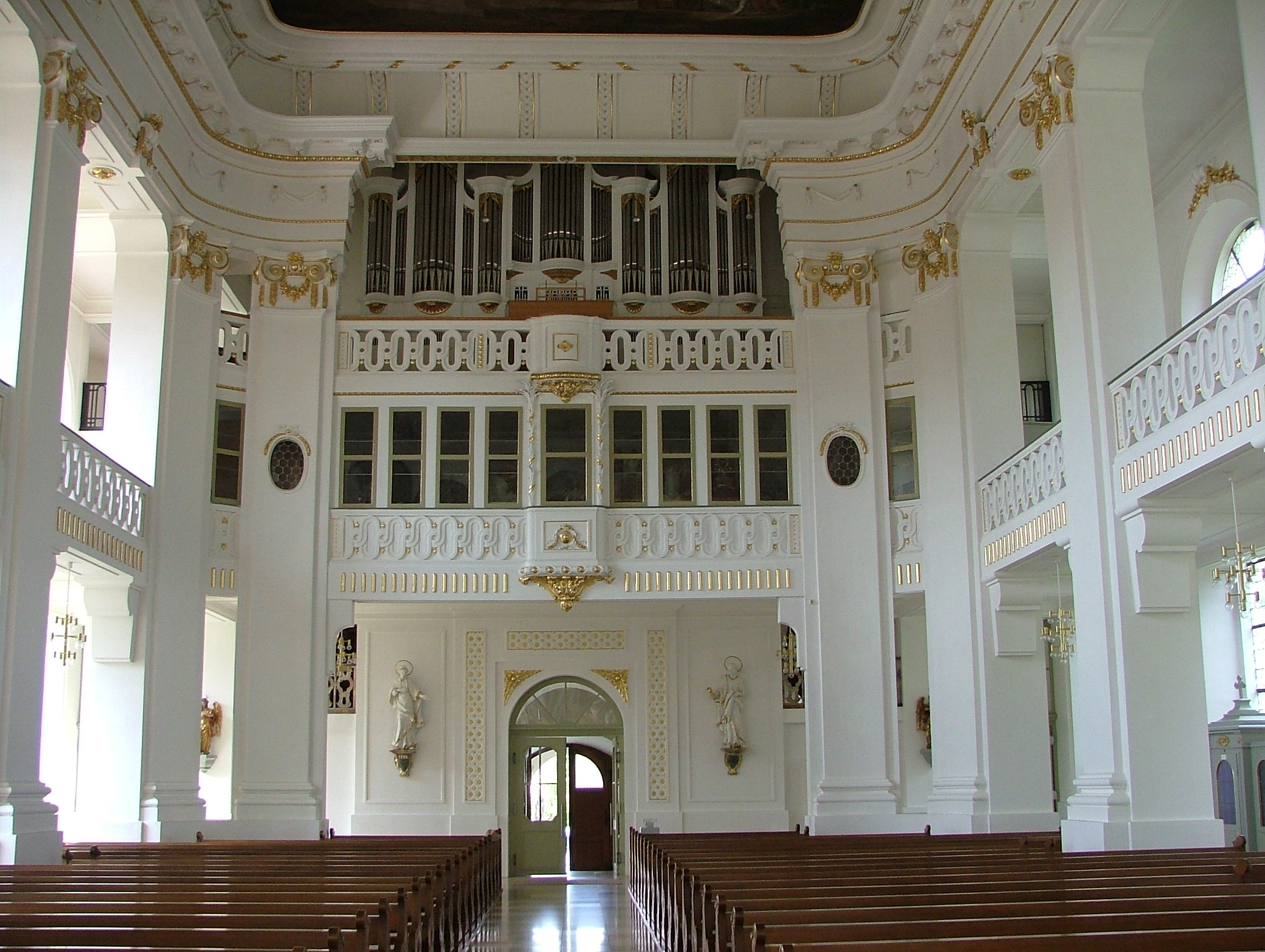
Innenansicht nach Westen

Die Stuckaturen im Louis-seize-Stil wurden von Jakob Willibald Ruez geschaffen. Im Langhaus ist ein Deckengemälde aus dem Jahr 1777 von Andreas Brugger über einer Voute in einem breiten Rahmen eingefasst. Es zeigt von Osten nach Westen die Darstellungen von König Salomo, der sich den Tempelgrundriss vorlegen lässt, weiter eine durch das Kreuz charakterisierte Gruppe des Neuen Testaments mit Evangelisten, Kirchenlehrern, Ordensstiftern, Märtyrern und Jungfrauen und schließlich Engel mit dem Kirchenplan, umgeben von weltlichen Herrschern, teils Porträtdarstellungen der fürstlichen Familie von Waldburg-Zeil-Wurzach. Im Chor ist die Verehrung Mariens durch die verschiedenen Stände von Regner aus dem Jahr 1776 gezeigt.
Der Hochaltar wurde wie ein Bild durch Franz Xaver Feuchtmayer den Jüngeren in die eingezogene Apsis des Chores eingepasst und mit Mensa und Tabernakel in den Formen der Bundeslade ausgestattet. Von Feichtmayer wurde auch die Figur des ungläubigen Thomas in der Altarnische geschaffen, während die seitlich angeordneten Figuren der Heiligen Verena und Konrad von Johann Friedrich Vollmar stammen.
Die Schnitzarbeiten an der Altarmensa, die den brennenden Dornbusch und das Lamm Gottes darstellen, wurden um 1780 von Konrad Hegenauer geschaffen. Die Wandnische wurde mit Figuren von Johannes Ruez aus der Zeit um 1778 versehen, während die Figuren der Nebenaltäre sowie des Taufsteins vom selben Künstler stammen, aber jünger sind. Auch ein Kruzifix aus dem Jahr 1742 und eine Ecce-homo-Darstellung sind Werke von Johannes Ruez.
Die Statuen der zwölf Apostel und Maria, Joseph und Sebastian wurden von Franz Anton Kählin in den Jahren 1740–1746 geschaffen. Eine Figurengruppe mit Gottvater und Christus aus der Zeit um 1480/1490 wurde wie das Buntmarmorepitaph für Truchsessin Helena von Waldburg († 1515) mit einer Darstellung der Verstorbenen in Gebetshaltung aus dem Vorgängerbau übernommen.
Zwei Kanzeln stehen symmetrisch einander gegenüber. Die linke dient als Predigtkanzel, während die rechte eine Christusstatue trägt.

## Orgel

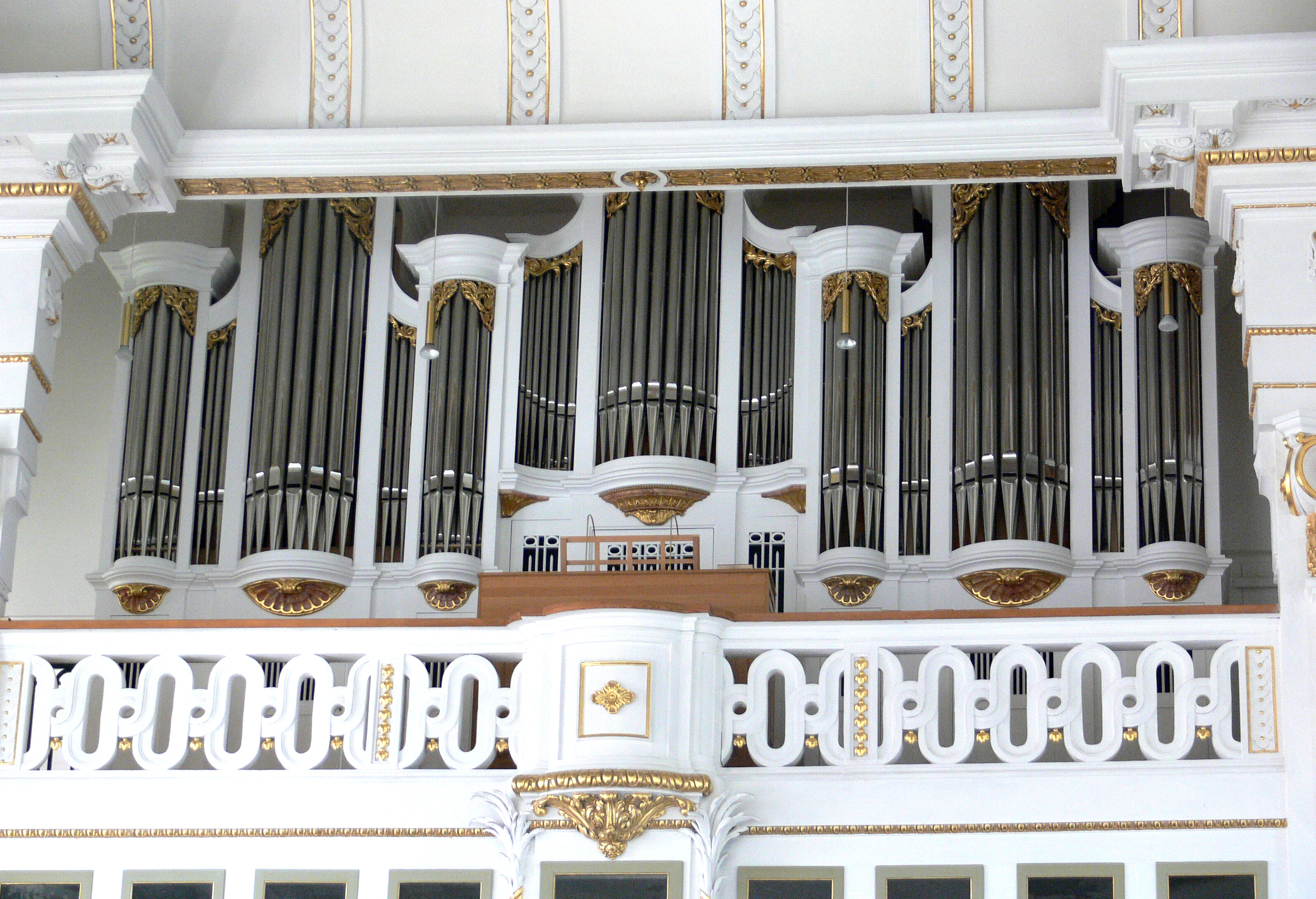
Orgelprospekt

Die Orgel ist ein Neubau der Giengener Orgelmanufaktur Gebr. Link aus dem Jahr 2004 in einem Gehäuse von Joseph Höß von 1784 mit 36 Registern auf drei Manualen und Pedal.
| I Hauptwerk C–g3 |             |        |
| 01.              | Bourdon     | 16′    |
| 02.              | Principal   | 08′    |
| 03.              | Flöte       | 08′    |
| 04.              | Salicional  | 08′    |
| 05.              | Octave      | 04′    |
| 06.              | Spitzflöte  | 04′    |
| 07.              | Quinte      | 02 ⁄3′ |
| 08.              | Superoctave | 02′    |
| 09.              | Mixtur IV   | 01 ⁄3′ |
| 10.              | Trompete    | 08′    |

| II Positiv C–g3 |                   |        |
| 11.             | Principal Douce 0 | 8′     |
| 12.             | Gedeckt           | 8′     |
| 13.             | Quintatön         | 8′     |
| 14.             | Octave            | 4′     |
| 15.             | Rohrflöte         | 4′     |
| 16.             | Nazard            | 2 ⁄3′  |
| 17.             | Flageolet         | 2′     |
| 18.             | Terz              | 1 3⁄5′ |
| 19.             | Cimbel III        | 1′     |
| 20.             | Douce Clarinet    | 8′     |
|                 | Tremulant         |        |

| III Schwellwerk C–g3 |                       |       |
| 21.                  | Prestant              | 8′    |
| 22.                  | Bordunalflöte         | 8′    |
| 23.                  | Gamba                 | 8′    |
| 24.                  | Vox Coelestis         | 8′    |
| 25.                  | Fugara                | 4′    |
| 26.                  | Progressio II-V       | 2 ⁄3′ |
| 27.                  | Trompete Harmonique 0 | 8′    |
| 28.                  | Oboe                  | 8′    |
|                      | Tremulant             |       |

| Pedalwerk C–f1 |                        |         |
| 29.            | Contrabass             | 16′     |
| 30.            | Subbass                | 16′     |
| 31.            | Quintbass              | 10 2⁄3' |
| 32.            | Octavbass (= Nr. 2)    | 08′     |
| 33.            | Flötenbass (= Nr. 3) 0 | 08′     |
| 34.            | Octave (= Nr. 5)       | 04′     |
| 35.            | Posaune                | 16′     |
| 36.            | Trompete (= Nr. 10)    | 08′     |

- Koppeln: II/I, III/I, III/II, I/P, II/P, III/P (auch als Superoktavkoppel)

## Glocken
Im Glockenturm mit quadratischem Grundriss über dem Westportal hängt ein Glockengeläut mit vier historischen Glocken aus Bronze:
| Glocke | Name                | Gießer               | Gussjahr | Durchmesser | Gewicht  | Schlagton |
| ------ | ------------------- | -------------------- | -------- | ----------- | -------- | --------- |
| 1      | Loretoglocke        | Biberacher Gießhütte | 1563     | 1450 mm     | 1800 kg0 | d′        |
| 2      | Elfuhrglocke        | Peter Ernst, Lindau  | 1721     | 1175 mm     | 900 kg   | f′ −2     |
| 3      | Zwölfuhrglocke      | unbezeichnet         | um 13000 | 0960 mm     | 600 kg   | as′ +1    |
| 4      | Bruderschaftsglocke | Peter Ernst, Lindau  | 1721     | 0820 mm     | 350 kg   | c″ −8     |